# Байрон (Каліфорнія)
Байрон (англ. Byron) — переписна місцевість (CDP) в США, в окрузі Контра-Коста штату Каліфорнія. Населення — 1140 осіб (2020).

## Географія
Байрон розташований за координатами 37°52′32″ пн. ш. 121°38′31″ зх. д. / 37.87556° пн. ш. 121.64194° зх. д. (37.875517, -121.641825).  За даними Бюро перепису населення США в 2010 році переписна місцевість мала площу 16,80 км², уся площа — суходіл.

## Демографія
Згідно з переписом 2010 року, у переписній місцевості мешкало 1277 осіб у 389 домогосподарствах у складі 293 родин. Густота населення становила 76 осіб/км².  Було 415 помешкань (25/км²).
Расовий склад населення:
| - 71,3 % — білих - 4,8 % — чорних або афроамериканців - 0,9 % — вихідців з тихоокеанських островів - 0,9 % — корінних американців - 0,3 % — азіатів - 17,5 % — осіб інших рас |

До двох чи більше рас належало 4,3 %. Частка іспаномовних становила 39,4 % від усіх жителів.
За віковим діапазоном населення розподілялося таким чином: 31,7 % — особи молодші 18 років, 59,1 % — особи у віці 18—64 років, 9,2 % — особи у віці 65 років та старші. Медіана віку мешканця становила 32,0 року. На 100 осіб жіночої статі у переписній місцевості припадало 112,8 чоловіків;  на 100 жінок у віці від 18 років та старших — 106,6 чоловіків також старших 18 років.
Середній дохід на одне домашнє господарство  становив 105 213 долари США (медіана — 74 583), а середній дохід на одну сім'ю — 109 018 доларів (медіана — 60 000). За межею бідності перебувало 3,6 % осіб, у тому числі 9,1 % дітей у віці до 18 років та 0,0 % осіб у віці 65 років та старших.
Цивільне працевлаштоване населення становило 624 особи. Основні галузі зайнятості: будівництво — 23,7 %, освіта, охорона здоров'я та соціальна допомога — 20,0 %, науковці, спеціалісти, менеджери — 18,1 %.